# Shopify
A Shopify é uma empresa de comércio canadense com sede em Ottawa, Ontário, que desenvolve softwares de computadores para lojas online e sistemas de varejo de ponto de venda.
Ela foi fundada em 2004 e era inicialmente baseada em um software anterior desenvolvido por seus fundadores para a sua loja online de snowboard. Supostamente, a empresa tem 150 mil comerciantes utilizando a plataforma, com volume total de mercadoria bruta superior a 8 bilhões de dólares.

## História
A Shopify foi fundada em 2004 por Tobias Lütke, Daniel Weinand e Scott Lake depois de tentar abrir a Snowdevil, uma loja online de equipamentos de snowboard. Insatisfeito com os produtos de e-commerce existentes no mercado, Lütke, um programador de comércio, decidiu criar o seu próprio negócio.
Lütke utilizou código aberto, framework e ruby on rails para montar a loja online da Snowdevil e lançou-a após dois meses de desenvolvimento. Os fundadores da Snowdevil lançaram a plataforma como Shopify em junho de 2006.
Em 2010, a Shopify lançou uma competição chamada “Build-A-Business” (Construa um Negócio, em tradução livre), onde os participantes criam um negócio utilizando a plataforma de comércio. Os vencedores do concurso recebem prêmios em dinheiro e orientação de empresários como Richard Branson, Daymond John, Timothy Ferriss e Eric Ries.  A Shopify também foi nomeada a empresa com crescimento mais rápido em Ottawa pela Ottawa Business Journal em 2010. Durante os próximos quatro anos, a empresa passou de 40 funcionários para mais de 500, com escritórios em Ottawa, Montreal, Toronto e Kitchener.
A empresa recebeu 7 milhões de dólares de uma primeira série de financiamentos em dezembro de 2010. Em outubro de 2011, ela recebeu 15 milhões em uma segunda série de financiamentos. Em fevereiro de 2012, a Shopify adquiriu a Select Start Studios Inc ("S3"), uma empresa desenvolvedora de softwares para celulares, juntamente com 20 dos engenheiros e designers móveis da empresa.
Em agosto de 2013, a Shopify comprou a Jet Cooper, um estúdio de design com 25 pessoas baseada em Toronto. A empresa recebeu 100 milhões de dólares em uma terceira fase de financiamentos em dezembro de 2013.
Em 2014, a plataforma alegou hospedar cerca de 120 mil varejistas online, e foi listada como nº 3 da lista da Deloitte das 50 empresas de crescimento mais rápido no Canadá, bem como nº 7 da lista de 500 empresas de maior crescimento da América do Norte. and was listed as #3 in Deloitte’s Fast50 in Canada, as well as #7 in Deloitte’s Fast 500 of North America. Em 14 de abril de 2015, a Shopify entrou com uma oferta pública inicial na Bolsa de Valores de Nova York e de Toronto com os símbolos "SHOP" e "SH", respectivamente. A Shopify veio a público em 22 de maio de 2015, com um aumento de 51% durante o primeiro dia de negociação.

## Descrição
A Shopify é uma plataforma de comércio totalmente gerenciada que ajuda a estabelecer negócios online e fornece sistemas de varejo de ponto de venda para empresas online e offline. Seus principais recursos incluem a capacidade de gerenciar produtos, estoque, clientes, encomendas e descontos. Os comerciantes na Shopify podem aceitar pagamentos online e em pessoa usando um sistema integrado de pagamento, chamado Shopify Payments, ou um gateway externo, como pagamentos por Paypal ou Bitcoin.
Em junho de 2009, a Shopify lançou sua plataforma API e App Store. A API permite aos desenvolvedores criar aplicativos para lojas online da Shopify e, em seguida, vendê-los na App Store da empresa. Existem atualmente mais de 1.000 aplicativos gratuitos e pagos. Várias empresas desenvolveram aplicativos que se integram com a plataforma Shopify. Several companies have developed apps that integrate with the Shopify platform.
A loja Shopify Theme Store foi inaugurada em abril de 2010. Ela permite que os desenvolvedores possam vender modelos de temas utilizando a plataforma Shopify. A empresa lançou um aplicativo móvel gratuito na App Store da Apple em maio de 2010. O aplicativo permite que os donos de lojas Shopify visualizem e gerenciem suas lojas a partir de dispositivos móveis iOS.
Em agosto de 2013, a Shopify anunciou o lançamento da Shopify Payments, que permite aos comerciantes aceitar cartões de crédito sem a necessidade de um gateway de pagamento terceirizado. A empresa também anunciou o lançamento de um sistema de POS especialmente para iPads. Ele usa um iPad para aceitar pagamentos de cartões de crédito.
Em janeiro de 2014, a empresa lançou uma versão redesenhada de seu aplicativo móvel e lançou um leitor de cartão móvel. Em fevereiro de 2014, a Shopify Plus foi lançada como um sistema de e-commerce escalável projetado para grandes empresas e clientes de alto volume.

## Tecnologia
A Shopify foi originalmente construída em Ruby on Rails usando uma única instância MySQL. Em 2014, a Shopify introduziu o sharding para distribuir a Shopify em várias bases de dados. Com o passar dos anos, a Shopify passou a usar instâncias totalmente isoladas.
A Shopify permite-lhe criar lojas online sem ter de saber programar. A plataforma oferece diferentes planos de subscrição com base em diferentes necessidades. 
Para além das caraterísticas básicas, incluindo o descarregamento fácil de cartões de produtos e a capacidade de aceitar pagamentos com cartão em linha, a funcionalidade pode ser melhorada com aplicações disponíveis na App Store.
A partir do final de dezembro de 2019, a Shopify também lhe permite criar sítios Web multilingues com a sua própria solução. A solução está disponível através da utilização de algumas aplicações aprovadas e garante que as línguas adicionais são armazenadas no URL principal sem a necessidade de criar domínios adicionais. 
Com a crescente necessidade de personalização, as aplicações para criar inquéritos de teste de produtos tornaram-se essenciais para os proprietários de lojas Shopify. Estas ferramentas orientam os compradores para os produtos certos com base nas suas preferências, melhorando a interação com o utilizador e a experiência de compra. 
A Shopify suporta o Hydrogen, uma pilha JavaScript sem cabeça de código aberto criada em 2021, para as suas aplicações de montra de clientes. Os programadores podem implementar as suas aplicações Hydrogen no Oxygen, a rede gerida de alojamento e entrega de conteúdos da Shopify. O Hydrogen é construído com base na biblioteca React para JavaScript do lado do cliente e Remix para capacidades de encaminhamento do lado do servidor.
Em 2025, a Shopify anunciou que, nos últimos cinco anos, transferiu todas as suas aplicações para o React Native, para que o mesmo código possa ser utilizado em todas as plataformas de clientes.

## Construa um Negócio
Em 2010, a Shopify lançou a Build-A-Business (Construa um Negócio), uma competição para criar um negócio para vender produtos em sua plataforma. A competição criou aproximadamente 1.400 novos negócios que geraram mais de 3,5 milhões de dólares em vendas. O DODOcase, um fabricante de iPad com sede em São Francisco, Califórnia, foi o vencedor do grande prêmio de 100.000 dólares. Esse concurso é realizado anualmente desde a sua criação. This competition has run annually since its establishment.

## Recepção
Desde o seu lançamento, a Shopify tem sido bem recebida pelos sites populares de tecnologia, como o CNET, que dizem que a plataforma é "limpa, simples e fácil de usar". O serviço foi analisado em publicações incluindo o The Wall Street Journal, The New York Times, The Vancouver Sun, The Financial Post, TechCrunch e Mashable.
A Shopify foi destaque na lista das Empresas Mais Inovadoras de 2012 da revista Fast Company. Em 2013, ela foi destaque na lista de 50 Ruptores da CNBC. O diretor executivo da empresa, Tobias Lütke, ganhou o prêmio de Diretor Executivo do Ano do jornal The Globe and Mail, em 2014.